# Франческо Тольдо
Франческо Тольдо (італ. Francesco Toldo, * 2 грудня 1971, Падуя) — колишній італійський футболіст, воротар. По завершенні ігрової кар'єри — футбольний тренер. Наразі займається підготовкою воротарів у складі тренерського штабу молодіжної збірної Італії U-20.
Як гравець насамперед відомий виступами за клуби «Фіорентина» та «Інтернаціонале», а також національну збірну Італії.
Переможець Ліги чемпіонів УЄФА. П'ятиразовий чемпіон Італії. П'ятиразовий володар Кубка Італії. Чотириразовий володар Суперкубка Італії з футболу.

## Клубна кар'єра
Вихованець юнацьких команд футбольних клубів «Казелле» та «Монтебеллуна». У 1987—1990 грав за молодіжну команду «Мілана», в якому пробитися до головної команди клубу не зумів.
1990 року на умовах оренди приєднався до команди Серії B «Верона», в якій провів один сезон як резервний воротор. З 1991 по 1993 рік також на умовах оренди захищав ворота нижчолігових команд «Тренто» та «Равенна».
Своєю грою за останню команду привернув увагу представників тренерського штабу клубу «Фіорентина», який на той час змагався у другому за силою дивізіоні італійського футболу. Приєднався до складу «фіалок» 1993 року і відіграв за них наступні вісім сезонів своєї ігрової кар'єри. Більшість часу, проведеного у складі «Фіорентини», був основним голкіпером команди. За цей час спочатку допоміг команді підвищитися у класі до елітної Серії A, а згодом двічі виборював титул володаря Кубка Італії, ставав володарем Суперкубка Італії з футболу.
2001 року перейшов до клубу «Інтернаціонале», за який відіграв 9 сезонів. За цей час додав до переліку своїх трофеїв ще три титули володаря Кубка Італії, знову ставав володарем Суперкубка Італії з футболу (також тричі), чемпіоном Італії (п'ять разів), переможцем Ліги чемпіонів УЄФА. Завершив професійну кар'єру футболіста виступами за команду «Інтернаціонале» у 2010 році.

## Виступи за збірні
1993 року захищав кольори олімпійської збірної Італії. У складі цієї команди провів 4 матчі.
Протягом 1993—1994 років залучався до складу молодіжної збірної Італії. На молодіжному рівні зіграв у 8 офіційних матчах.
1995 року дебютував в офіційних матчах у складі національної збірної Італії. Протягом кар'єри у національній команді, яка тривала 10 років, провів у формі головної команди країни 28 матчів, пропустивши 15 голів.
У складі збірної був учасником чемпіонату Європи 1996 року в Англії, чемпіонату світу 1998 року у Франції, чемпіонату Європи 2000 року у Бельгії та Нідерландах, де разом з командою здобув «срібло», чемпіонату світу 2002 року в Японії і Південній Кореї, чемпіонату Європи 2004 року у Португалії.

## Кар'єра тренера
Розпочав тренерську кар'єру невдовзі по завершенні кар'єри гравця, 2011 року, увійшовши як тренер воротарів до тренерського штабу молодіжної збірної Італії U-20, очолюваного його колишнім партнером по «Інтернаціонале» Луїджі Ді Б'яджо.

## Статистика виступів

### Статистика клубних виступів
| Сезон                  | Команда                | Чемпіонат              | Чемпіонат | Чемпіонат | Національний кубок | Національний кубок | Національний кубок | Єврокубки | Єврокубки | Єврокубки | Інші змагання | Інші змагання | Інші змагання | Усього | Усього |
| Сезон                  | Команда                | Ліга                   | Ігор      | Голів     | Ліга               | Ігор               | Голів              | Ліга      | Ігор      | Голів     | Ліга          | Ігор          | Голів         | Ігор   | Голів  |
| ---------------------- | ---------------------- | ---------------------- | --------- | --------- | ------------------ | ------------------ | ------------------ | --------- | --------- | --------- | ------------- | ------------- | ------------- | ------ | ------ |
| 1988–89                | «Мілан»                | A                      | 0         | 0         | КІ                 | 0                  | 0                  | ЛЧ        | 0         | 0         | -             | -             | -             | 0      | 0      |
| 1989–90                | «Мілан»                | A                      | 0         | 0         | КІ                 | 0                  | 0                  | ЛЧ        | 0         | 0         | СК+МКК        | 0+0           | 0+0           | 0      | 0      |
| Усього за «Мілан»      | Усього за «Мілан»      | Усього за «Мілан»      | 0         | 0         |                    |                    |                    |           |           |           |               |               |               | 0      | 0      |
| 1990–91                | «Верона»               | B                      | 0         | 0         | КІ                 | 0                  | 0                  | -         | -         | -         | -             | -             | -             | 0      | 0      |
| 1991–92                | «Тренто»               | C2                     | 38        | -24       | КСС                | 0                  | 0                  | -         | -         | -         | -             | -             | -             | 38     | -24    |
| 1992–93                | «Равенна»              | C1                     | 31        | -21       | КСС                | 0                  | 0                  | -         | -         | -         | -             | -             | -             | 31     | -21    |
| 1993–94                | «Фіорентина»           | B                      | 33        | -14       | КІ                 | 5                  | -2                 | -         | -         | -         | -             | -             | -             | 38     | -16    |
| 1994–95                | «Фіорентина»           | A                      | 34        | -56       | КІ                 | 6                  | -8                 | -         | -         | -         | -             | -             | -             | 40     | -64    |
| 1995–96                | «Фіорентина»           | A                      | 34        | -41       | КІ                 | 8                  | -3                 | -         | -         | -         | -             | -             | -             | 42     | -44    |
| 1996–97                | «Фіорентина»           | A                      | 32        | -40       | КІ                 | 2                  | -4                 | КВК       | 8         | -7        | СІ            | 1             | -1            | 44     | -52    |
| 1997–98                | «Фіорентина»           | A                      | 34        | -36       | КІ                 | 5                  | -5                 | -         | -         | -         | -             | -             | -             | 39     | -41    |
| 1998–99                | «Фіорентина»           | A                      | 33        | -39       | КІ                 | 10                 | -8                 | КУЄФА     | 3         | -1        | -             | -             | -             | 46     | -48    |
| 1999–00                | «Фіорентина»           | A                      | 34        | -38       | КІ                 | 4                  | -2                 | ЛЧ        | 13        | -16       | -             | -             | -             | 51     | -56    |
| 2000–01                | «Фіорентина»           | A                      | 32        | -48       | КІ                 | 8                  | -7                 | КУЄФА     | 2         | -5        | -             | -             | -             | 42     | -60    |
| Усього за «Фіорентину» | Усього за «Фіорентину» | Усього за «Фіорентину» | 266       | -312      |                    | 48                 | -39                | CL+CU+Cdc | 13+13+8   | -16-6-7   |               | 1             | -1            | 348    | -387   |
| 2001–02                | «Інтернаціонале»       | A                      | 33        | -35       | КІ                 | 1                  | -2                 | КУЄФА     | 9         | -7        | -             | -             | -             | 43     | -44    |
| 2002–03                | «Інтернаціонале»       | A                      | 32        | -37       | КІ                 | 1                  | -2                 | ЛЧ        | 18        | -18       | -             | -             | -             | 51     | -57    |
| 2003–04                | «Інтернаціонале»       | A                      | 32        | -35       | КІ                 | 2                  | -3                 | ЛЧ+КУЄФА  | 6+5       | -17±6     | -             | -             | -             | 45     | -61    |
| 2004–05                | «Інтернаціонале»       | A                      | 30        | -28       | КІ                 | 2                  | 0                  | ЛЧ        | 9         | -6        | -             | -             | -             | 49     | -34    |
| 2005–06                | «Інтернаціонале»       | A                      | 9         | -5        | КІ                 | 5                  | -1                 | ЛЧ        | 5         | -5        | СІ            | 1             | 0             | 20     | -11    |
| 2006–07                | «Інтернаціонале»       | A                      | 6         | -4        | КІ                 | 9                  | -7                 | ЛЧ        | 2         | -2        | СІ            | 1             | -3            | 18     | -16    |
| 2007–08                | «Інтернаціонале»       | A                      | 3         | -1        | КІ                 | 5                  | -6                 | ЛЧ        | 0         | 0         | -             | -             | -             | 8      | -7     |
| 2008–09                | «Інтернаціонале»       | A                      | 3         | -4        | КІ                 | 3                  | -5                 | ЛЧ        | 1         | 0         | -             | -             | -             | 7      | -9     |
| 2009–10                | «Інтернаціонале»       | A                      | 0         | 0         | КІ                 | 3                  | -1                 | ЛЧ        | 0         | 0         | -             | -             | -             | 3      | -1     |
| Усього за «Інтер»      | Усього за «Інтер»      | Усього за «Інтер»      | 149       | -149      |                    | 29                 | -27                |           | 54        | -61       |               | 2             | -3            | 234    | -240   |
| Усього за кар'єру      | Усього за кар'єру      | Усього за кар'єру      | 482       | -506      |                    | 71                 | -27                |           | 81        | -83       |               | 3             | -4            | 637    | -620   |

### Статистика виступів за збірну
| Дата       | Місто          | Господарі            | Результат             | Гості             | Турнір                | Голи | Примітки   |
| ---------- | -------------- | -------------------- | --------------------- | ----------------- | --------------------- | ---- | ---------- |
| 08/10/1995 | Спліт          | Хорватія             | 1 – 1                 | Італія            | Відбір до ЧЄ 1996     | -1   |            |
| 24/01/1996 | Терні          | Італія               | 3 – 0                 | Уельс             | товариський матч      | -    |            |
| 01/06/1996 | Будапешт       | Угорщина             | 0 – 2                 | Італія            | товариський матч      | -    |            |
| 05/10/1996 | Кишинів        | Молдова              | 1 – 3                 | Італія            | Відбір до ЧС 1998     | -1   |            |
| 09/10/1996 | Перуджа        | Італія               | 1 – 0                 | Грузія            | Відбір до ЧС 1998     | -    |            |
| 06/11/1996 | Сараєво        | Боснія і Герцеговина | 2 – 1                 | Італія            | товариський матч      | -2   |            |
| 26/04/2000 | Реджо-Калабрія | Італія               | 2 – 0                 | Португалія        | товариський матч      | -    |            |
| 03/06/2000 | Осло           | Норвегія             | 1 – 0                 | Італія            | товариський матч      | -    |            |
| 11/06/2000 | Арнем          | Туреччина            | 1 – 2                 | Італія            | ЧЄ 2000 - 1-й етап    | -1   |            |
| 14/06/2000 | Брюссель       | Італія               | 2 – 0                 | Бельгія           | ЧЄ 2000 - 1-й етап    | -    |            |
| 19/06/2000 | Ейндговен      | Італія               | 2 – 1                 | Швеція            | ЧЄ 2000 - 1-й етап    | -1   |            |
| 24/06/2000 | Брюссель       | Італія               | 2 – 0                 | Румунія           | ЧЄ 2000 - чвертьфінал | -    |            |
| 29/06/2000 | Амстердам      | Італія               | 0 – 0 д.ч. (3-1 п.п.) | Нідерланди        | ЧЄ 2000 - півфінал    | -    |            |
| 02/07/2000 | Роттердам      | Франція              | 2 – 1                 | Італія            | ЧЄ 2000 - Фінал       | -2   | 2-ге місце |
| 03/09/2000 | Будапешт       | Угорщина             | 2 – 2                 | Італія            | Відбір до ЧС 2002     | -2   |            |
| 07/10/2000 | Мілан          | Італія               | 3 – 0                 | Румунія           | Відбір до ЧС 2002     | -    |            |
| 11/10/2000 | Анкона         | Італія               | 2 – 0                 | Грузія            | Відбір до ЧС 2002     | -    |            |
| 25/04/2001 | Перуджа        | Італія               | 1 – 0                 | ПАР               | товариський матч      | -    |            |
| 05/09/2001 | П'яченца       | Італія               | 1 – 0                 | Марокко           | товариський матч      | -    |            |
| 13/02/2002 | Катанія        | Італія               | 1 – 0                 | США               | товариський матч      | -    |            |
| 17/04/2002 | Мілан          | Італія               | 1 – 1                 | Уругвай           | товариський матч      | -1   |            |
| 18/05/2002 | Прага          | Чехія                | 1 – 0                 | Італія            | товариський матч      | -    |            |
| 20/11/2002 | Пескара        | Італія               | 1 – 1                 | Туреччина         | товариський матч      | -    |            |
| 12/02/2003 | Генуя          | Італія               | 1 – 0                 | Португалія        | товариський матч      | -    |            |
| 03/06/2003 | Кампобассо     | Італія               | 1 – 0                 | Північна Ірландія | товариський матч      | -    |            |
| 12/11/2003 | Варшава        | Польща               | 3 – 1                 | Італія            | товариський матч      | -3   |            |
| 16/11/2003 | Анкона         | Італія               | 1 – 0                 | Румунія           | товариський матч      | -    |            |
| 18/02/2004 | Палермо        | Італія               | 2 – 2                 | Чехія             | товариський матч      | -1   |            |
| Усього     |                | Матчів               | 28                    |                   | Голів                 | -15  |            |

## Титули і досягнення

### Командні
- Володар Кубка Італії (5):

«Фіорентіна»: 1995–96, 2000–01
«Інтернаціонале»: 2004–05, 2005–06, 2009–10
- Володар Суперкубка Італії з футболу (4):

«Фіорентіна»: 1996
«Інтернаціонале»: 2005, 2006, 2008
- Чемпіон Італії (5):

«Інтернаціонале»: 2005–06, 2006–07, 2007–08, 2008–09, 2009–10
- Переможець Ліги чемпіонів УЄФА (1):

«Інтернаціонале»: 2009–10
- Чемпіон Європи (U-21): 1994
- Віце-чемпіон Європи: 2000

### Особисті
Найкращий футбольний воротар року в Італії: 2000